# Роґув (Великопольське воєводство)
Роґув (пол. Rogów) — село в Польщі, у гміні Пшикона Турецького повіту Великопольського воєводства.
Населення — 335 осіб (2011).
У 1975-1998 роках село належало до Конінського воєводства.

## Демографія
Демографічна структура станом на 31 березня 2011 року:
|          | Загалом | Допрацездатний вік | Працездатний вік | Постпрацездатний вік |
| -------- | ------- | ------------------ | ---------------- | -------------------- |
| Чоловіки | 165     | 42                 | 109              | 14                   |
| Жінки    | 170     | 41                 | 97               | 32                   |
| Разом    | 335     | 83                 | 206              | 46                   |